# WWF WrestleMania 2000
WWF WrestleMania 2000 es un videojuego de lucha libre profesional lanzado en 1999 en la Consola de videojuegos Nintendo 64 (N64). Se basó en el pago por evento anual de la Federación Mundial de Lucha Libre (WWF, ahora WWE), WrestleMania. A pesar de que este juego está basado en WrestleMania 2000, fue lanzado cinco meses antes (y cuatro meses antes en Game Boy Color) del PPV real, por lo que el juego utilizó el diseño de escenario del evento de 1999, WrestleMania XV, en su lugar. Lanzado en el apogeo de la Attitude Era de la WWF, WrestleMania 2000 fue el primer juego de la WWF lanzado por THQ. La compañía de lucha libre terminó su larga relación con Acclaim Entertainment después de presenciar el éxito del videojuego de su competidor, World Championship Wrestling (WCW), en nombre de THQ. WrestleMania 2000 comparte su motor de juego con el lanzamiento exclusivo para Japón Virtual Pro Wrestling 2: Ōdō Keishō.
El juego sería sucedido por WWF No Mercy en 2000.

## Jugabilidad
WWF WrestleMania 2000 utiliza exactamente el mismo motor de juego visto anteriormente en WCW/nWo Revenge, que se lanzó el año anterior. Se incluyeron más de 50 luchadores de la WWF en el juego y, con la excepción de los conjuntos de movimientos de las superestrellas existentes, todos ellos se pueden editar libremente al gusto del jugador. Usando el mismo sistema, el modo Create-a-Wrestler es extenso. Los jugadores pueden crear un luchador muy detallado con una extensa biblioteca de movimientos de lucha, muchos de los cuales provienen de juegos anteriores de AKI de la serie. Se incluyen los modos habituales de WWF, como Royal Rumble y King of the Ring, junto con un modo de pago por evento, que permite al jugador recrear o crear [[pago por evento] únicos. ]]s con características estilo televisión. Los jugadores también pueden crear hasta ocho cinturones de campeonato y ponerlos en competencia en el modo Exhibición.
El modo "Camino a WrestleMania" coloca al jugador en el largo camino hacia la gloria de la WWF. Comenzando como novato, el jugador gradualmente asciende en la escala y gana oportunidades para ganar varios títulos de la WWF, ganar varios torneos, ser desafiado por varios luchadores y, en última instancia, ser el evento principal en WrestleMania 2000. Aunque el modo historia es largo y extenso en la cantidad de partidas en las que enfrenta al jugador, no hay historias ramificadas y si el jugador pierde una partida, simplemente se registra como una pérdida en su registro de victorias y derrotas. A lo largo del modo, cuando el jugador gana un campeonato, se espera que defienda su título en futuros eventos de pago por evento del juego. Esta regla se aplica a todos los campeonatos que el jugador ostenta actualmente. Por ejemplo, si uno posee el Campeonato Europeo de la WWF, el Campeonato Intercontinental de la WWF, el Campeonato en Parejas de la WWF, y el Campeonato de la WWF, el jugador debe defender los cuatro títulos durante un único evento de pago por evento.
A menudo hay peleas (pelea (lucha libre profesional)) en diferentes partes de la historia, ocasionalmente con un luchador llamando a otro luchador en el ring. Además, los luchadores enemistados a menudo interrumpen los combates, ayudando al oponente. Sin embargo, la temporada continúa independientemente de que el jugador gane o pierda sus partidos. Si el jugador avanza en una temporada ganadora con un luchador creado y luego comienza una nueva temporada como un luchador nuevo creado, el primer personaje seguirá utilizándose en el modo temporada.

## Características
El juego presenta varias arenas en las que WWF celebró eventos en 1998 y 1999. También hay arenas basadas en cada programa de televisión de WWF, como Sunday Night Heat,  Raw is War, así como otros lugares de pago por evento de la época.
Este fue el primer juego de WWF que permitió a los jugadores editar libremente a sus superestrellas favoritas (es decir, poner a Stone Cold Steve Austin en los baúles de The Rock) y también poder crear y modificar atuendos alternativos para cada luchador, ya que cada personaje del juego tiene cuatro plantillas. que se pueden editar y cambiar individualmente usando los botones 'C' izquierdo y derecho. Si el jugador realiza cambios que no le gustan, un botón predeterminado restablece el disfraz editado al disfraz original para esa ranura. También fue el primer título de Nintendo 64 producido por THQ que incluía el modo "Crear un luchador".
Además de los numerosos personajes predeterminados y secretos, otras imágenes y conjuntos de movimientos realistas en el modo de creación de un luchador permiten agregar aún más personajes. Algunos ejemplos incluyen The Road Warriors, Hulk Hogan, Taka Michinoku y Davey Boy Smith. Además, algunas burlas y conjuntos de movimientos fueron transferidos de WCW/nWo Revenge, lo que permite al jugador crear e incluir luchadores de la WCW como Goldberg, Kevin Nash , Scott Hall, Diamond Dallas Page y Macho Man Randy Savage. Sin embargo, el inconveniente del modo de crear un luchador es el hecho de que hay espacios limitados disponibles debido al espacio de memoria limitado, pero los jugadores pueden editar las plantillas individuales en los modelos de personajes para incluir cuatro personajes diferentes con apariencias separadas, lo que permite una mucha flexibilidad. Sin embargo, los luchadores de la misma plantilla se ven obligados a realizar los mismos movimientos.
Además, al hacer que la música de entrada de dos superestrellas sea la misma, si son un equipo de la vida real, serán presentados como tales; por ejemplo, hacer coincidir los temas de Road Dogg y Mr. Ass los llevaría a ser presentados juntos como The New Age Outlaws antes de una pelea por equipos.
Además, se implementan algunas características en el juego que no se vieron en WCW/nWo Revenge, como un Cage Match y un modo First Blood. Las reversiones y contraataques también se ampliaron y se hicieron mucho más comunes.
También se puede acceder a un modo Computer Intelligence que normalmente no se puede seleccionar mediante un código GameShark, así como a los delantales de anillo WCW y nWo.
La lista de este juego es notable en comparación con el WWF Attitude anterior y su sucesor WWF SmackDown!. Es el único juego de THQ WWF donde se puede jugar a Droz, Chaz (Mosh), Thrasher y Jeff Jarrett. , debido a que Droz sufrió una lesión que puso fin a su carrera y los nombres restantes abandonaron la empresa el mismo año. También es el único juego en el que Scott Taylor y Brian Christopher aparecen en su anterior truco "Too Much", así como el único juego en el que Shawn El truco de corta duración de Stasiak como "Meat" es jugable (poco después se iría a la WCW y regresaría a la compañía luego de la compra de la compañía en 2001). Es uno de los dos únicos juegos en los que se puede jugar Michael Hayes (Michael Hayes (luchador)) (el otro es WCW Wrestling de una década antes). Además, una de las Hos de El Padrino es un personaje jugable a pesar de no ser un luchador.

## Burlas distintivas
En WWF WrestleMania 2000, muchos jugadores tienen sus burlas características, como Stone Cold Steve Austin dándole la espalda a un oponente o Mr. Culo enlutándose con otro luchador. Además, al presionar el joystick en una dirección diferente, se realiza una burla diferente. Al girar el joystick en el sentido contrario a las agujas del reloj, el jugador imita la burla de su oponente.

## Roster

### Male wrestlers
- Al Snow
- Big Bossman
- Big Show
- Bradshaw
- Brian Christopher
- Chaz
- Chris Jericho
- Christian
- D'Lo Brown
- Droz
- Edge
- Farooq
- Gangrel
- Gerald Brisco
- Godfather
- Hardcore Holly
- Jeff Hardy
- Jeff Jarrett
- Kane
- Ken Shamrock
- Mankind
- Mark Henry
- Matt Hardy
- Meat
- Michael Hayes
- Mideon
- Mr. Ass
- Mr. McMahon
- Pat Patterson
- Prince Albert
- Road Dogg
- Scotty 2 Hotty
- Shane McMahon
- Steve Austin
- Steve Blackman
- Test
- The Blue Meanie
- The Rock
- Thrasher
- Triple H
- The Undertaker
- Val Venis
- Viscera
- X-Pac

### Female wrestlers
- Chyna
- Debra
- Ivory
- Jacqueline
- Terri Runnels
- Tori

### Desbloqueables
Todos los personajes se desbloquean jugando el modo "Road to WrestleMania":
- Cactus Jack - Defend the Hardcore Title 3 times
- Dude Love - Win the King of the Ring tournament and the win the WWF Title at SummerSlam
- Jerry "The King" Lawler - At the beginning of WrestleMania alongside Jim Ross
- Jim Ross - At the beginning of WrestleMania alongside Jerry "The King" Lawler
- Paul Bearer - Play one month as The Undertaker
- Shawn Michaels - Win the WWF title match at WrestleMania and he will challenge you to a match
- Stephanie McMahon - Play one month as Test

## Publicidad y lanzamiento
En un comercial de televisión que promociona el juego, The Rock se enfurece por cómo el juego incluye su nombre, imagen y conjunto de movimientos. Al final del anuncio, amenaza con empujar copias del juego en el "candy-ass de Santa Claus.
Algunas copias de "WWF WrestleMania 2000" se envían con una tarjeta especial que contiene cuatro hologramas de la acción del juego, como la entrada de un luchador o el movimiento final.

## Recepción
La versión N64 del juego recibió críticas "favorables", mientras que la versión Game Boy Color recibió críticas "mixtas", según el agregador de reseñas GameRankings de videojuegos. Daniel Erickson de NextGen (Next Generation (revista)) dijo sobre la versión anterior de la consola: "La jugabilidad maravillosa incluso eclipsa la falta de calidad de audio". Stuart Clarke de The Sydney Morning Herald dijo sobre la misma versión de consola: "La sólida jugabilidad atraerá incluso a los fanáticos que no son fanáticos de la lucha libre y con hasta cuatro personas capaces de luchar simultáneamente, seguramente será un juego popular. juego de fiesta". En Japón, Famitsu le dio a la misma versión de consola una puntuación de 28 sobre 40.
En una reseña de GamePro, The Enforcer calificó la versión de Nintendo 64 como "el mejor título de lucha libre de este año. [...] Ha llegado el rey del ring". En otra reseña, The D- Pad Destroyer lo llamó "un juego muy divertido, especialmente para cuatro jugadores, y su facilidad de juego lo hará querer por los fanáticos incondicionales de la lucha libre que no quieren pasar meses estudiando una lista de movimientos. Puede que sea nuevo y puede que tenga la WWF, pero al final, es sólo la venganza de Revenge".
En la edición final de Nintendo Power, WWF WrestleMania 2000 ocupó el puesto 223 en una lista de los mejores juegos lanzados para las consolas Nintendo, principalmente por su enorme lista y sus resultados positivos. capacidad de juego. El juego vendió más de un millón de unidades en enero de 2000.
Durante la Academy of Interactive Arts & Sciences' 3rd Annual Interactive Achievement Awards, la versión de Nintendo 64 fue finalista del "Console Fighting Game of the Year", que finalmente fue otorgado a Soulcalibur.